# Drago Bajc
Drago Bajc, slovenski fizik, * 28. november 1935, Trst, Kraljevina Italija, † 29. september 2020, Trst

## Življenje in delo
Drago Bajc, tudi Karel ali Carlo Bajc se je rodil v družini tržaškega zidarja Karla Bajca. Osnovno šolo in gimnazijo je obiskoval v rojstnem mestu, Univerzo pa v Madridu (1955-57) in Trstu, kjer je leta 1963 diplomiral iz fizike. Podiplomski študij  z doktoratom iz mehanike pa je leta 1983 opravil v Ljubljani, tu je bil 1985 izvoljen tudi za docenta za področje mehanike. 
Bajc je učil matematiko in fiziko na tržaških srednjih šolah, učiteljišču in liceju France Prešeren. Leta 1967 je za eno leto kot raziskovalni asistent odšel v ZDA (Fort Collins, Colorado), ter od leta 1968 pet let sodeloval kot raziskovalec pri tržaškem Geofizikalnem observatoriju. Udeležil se je več oceanografskih odprav v Jadranskem in Sredozemskem morju. Eno leto je učil na Zavodu združenega sveta v Devinu. Tri leta (1983-86) je honorarno predaval na Univerzi v Ljubljani, 1987 pa postal predavatelj na Pedagoški fakulteti v Mariboru. Napisal je več knjig, strokovnih članov in razprav. S poljudnoznanstvenimi članki je dalj časa sodeloval pri reviji Mladika. Za slovenski program Radia Trst A je pripravil serijo poljudnih oddaj o fiziki. Njegova trenutna bibliografija obsega 79 zapisov.
Bil je tudi odličen šahist in nekdanji zamejski šahovski prvak 

## Izbrana bibliografija
- Najnujnejše o grafih (COBISS)
- Morski valovi (COBISS)
- Dva najpomembnejša morska tokova  (COBISS)